# Đội tuyển bóng đá quốc gia Burundi
Đội tuyển bóng đá quốc gia Burundi (tiếng Pháp: Équipe du Burundi de football) là đội tuyển cấp quốc gia của Burundi do Liên đoàn bóng đá Burundi quản lý. Đội tuyển chưa từng vượt qua vòng loại World Cup.
Trận thi đấu quốc tế đầu tiên của đội tuyển Burundi là trận gặp đội tuyển Uganda là vào năm 1964. Đội đã một lần tham dự cúp bóng đá châu Phi là vào năm 2019. Tại giải năm đó, đội đã để thua cả ba trận trước Madagascar, Nigeria và Guinée, do đó dừng bước ở vòng bảng.

## Danh hiệu
- Vô địch Cúp CECAFA: 0

Á quân: 2004

## Thành tích tại giải vô địch thế giới
- 1930 đến 1990 - Không tham dự
- 1994 - Không vượt qua vòng loại
- 1998 - Bỏ cuộc khi tham dự vòng loại
- 2002 - Bỏ cuộc
- 2006 đến 2022 - Không vượt qua vòng loại

## Cúp bóng đá châu Phi
Burundi mới một lần tham dự vòng chung kết Cúp bóng đá châu Phi và bị loại từ vòng bảng.
| Cúp bóng đá châu Phi | Cúp bóng đá châu Phi | Cúp bóng đá châu Phi | Cúp bóng đá châu Phi | Cúp bóng đá châu Phi | Cúp bóng đá châu Phi | Cúp bóng đá châu Phi | Cúp bóng đá châu Phi | Cúp bóng đá châu Phi | Cúp bóng đá châu Phi |
| Vòng chung kết: 1    | Vòng chung kết: 1    | Vòng chung kết: 1    | Vòng chung kết: 1    | Vòng chung kết: 1    | Vòng chung kết: 1    | Vòng chung kết: 1    | Vòng chung kết: 1    | Vòng chung kết: 1    | Vòng chung kết: 1    |
| Năm                  | Thành tích           | Thứ hạng1            | Số trận              | Thắng                | Hòa2                 | Thua                 | Bàn thắng            | Bàn thua             |                      |
| -------------------- | -------------------- | -------------------- | -------------------- | -------------------- | -------------------- | -------------------- | -------------------- | -------------------- | -------------------- |
| 1957 đến 1974        | Không tham dự        | Không tham dự        | Không tham dự        | Không tham dự        | Không tham dự        | Không tham dự        | Không tham dự        | Không tham dự        |                      |
| 1976                 | Vòng loại            | Vòng loại            | Vòng loại            | Vòng loại            | Vòng loại            | Vòng loại            | Vòng loại            | Vòng loại            |                      |
| 1978                 | Không tham dự        | Không tham dự        | Không tham dự        | Không tham dự        | Không tham dự        | Không tham dự        | Không tham dự        | Không tham dự        |                      |
| 1980                 | Bỏ cuộc              | Bỏ cuộc              | Bỏ cuộc              | Bỏ cuộc              | Bỏ cuộc              | Bỏ cuộc              | Bỏ cuộc              | Bỏ cuộc              |                      |
| 1982 đến 1992        | Không tham dự        | Không tham dự        | Không tham dự        | Không tham dự        | Không tham dự        | Không tham dự        | Không tham dự        | Không tham dự        |                      |
| 1994                 | Vòng loại            | Vòng loại            | Vòng loại            | Vòng loại            | Vòng loại            | Vòng loại            | Vòng loại            | Vòng loại            |                      |
| 1996                 | Không tham dự        | Không tham dự        | Không tham dự        | Không tham dự        | Không tham dự        | Không tham dự        | Không tham dự        | Không tham dự        |                      |
| 1998                 | Bỏ cuộc              | Bỏ cuộc              | Bỏ cuộc              | Bỏ cuộc              | Bỏ cuộc              | Bỏ cuộc              | Bỏ cuộc              | Bỏ cuộc              |                      |
| 2000 đến 2017        | Vòng loại            | Vòng loại            | Vòng loại            | Vòng loại            | Vòng loại            | Vòng loại            | Vòng loại            | Vòng loại            |                      |
| 2019                 | Vòng 1               | 22 / 24              | 3                    | 0                    | 0                    | 3                    | 0                    | 4                    |                      |
| 2021 đến 2023        | Vòng loại            | Vòng loại            | Vòng loại            | Vòng loại            | Vòng loại            | Vòng loại            | Vòng loại            | Vòng loại            |                      |
| 2025                 | Chưa xác định        | Chưa xác định        | Chưa xác định        | Chưa xác định        | Chưa xác định        | Chưa xác định        | Chưa xác định        | Chưa xác định        |                      |
| 2027                 | Chưa xác định        | Chưa xác định        | Chưa xác định        | Chưa xác định        | Chưa xác định        | Chưa xác định        | Chưa xác định        | Chưa xác định        |                      |
| Tổng cộng            | 1 lần vòng 1         | 1 lần vòng 1         | 3                    | 0                    | 0                    | 3                    | 0                    | 4                    |                      |

- ^1 Thứ hạng ngoài bốn hạng đầu (không chính thức) dựa trên so sánh thành tích giữa những đội tuyển vào cùng vòng đấu
- ^2 Tính cả những trận hoà ở vòng đấu loại trực tiếp phải giải quyết bằng sút luân lưu
- ^3 Do đặc thù châu Phi, có những lúc tình hình chính trị hoặc kinh tế quốc gia bất ổn nên các đội bóng bỏ cuộc. Những trường hợp không ghi chú thêm là bỏ cuộc ở vòng loại
- ^4 Khung đỏ: Chủ nhà

## Đội hình
Đội hình dưới đây triệu tập tham dự vòng loại CAN 2021 gặp Mauritanie vào tháng 11 năm 2020.

Số liệu thống kê tính đến ngày 15 tháng 11 năm 2019 sau trận gặp Mauritanie.

| Số | VT | Cầu thủ                     | Ngày sinh (tuổi)  | Trận | Bàn | Câu lạc bộ        |
| -- | -- | --------------------------- | ----------------- | ---- | --- | ----------------- |
| 1  | TM | Jonathan Nahimana           | 12 tháng 12, 1999 | 22   | 0   | KMC               |
| 13 | TM | Onesime Rukundo             | 9 tháng 4, 1999   | 8    | 0   | Le Messager Ngozi |
| 16 | TM | Justin Ndikumana            | 1 tháng 3, 1993   | 2    | 0   | Sofapaka          |
|    |    |                             |                   |      |     |                   |
| 2  | HV | Emery Nimubona              | 1 tháng 2, 1992   | 17   | 0   | Police            |
| 3  | HV | Philip Oslev                | 27 tháng 11, 1994 | 2    | 0   | AB                |
| 6  | HV | Marco Weymans               | 9 tháng 7, 1997   | 2    | 0   | Östersunds        |
| 15 | HV | Eric Ndizeye                | 22 tháng 8, 1999  | 10   | 0   | Muzinga           |
| 19 | HV | Frédéric Nsabiyumva         | 26 tháng 4, 1995  | 34   | 0   | Chippa United     |
| 20 | HV | Asman Ndikumana             | 10 tháng 6, 1999  | 5    | 2   | Aigle Noir        |
| 21 | HV | Issa Hakizimana             | 28 tháng 8, 1994  | 24   | 0   | Etincelles        |
|    |    |                             |                   |      |     |                   |
| 4  | TV | Jospin Nshimirimana         | 12 tháng 12, 2001 | 6    | 8   | Aigle Noir        |
| 5  | TV | Gaël Bigirimana             | 22 tháng 10, 1993 | 15   | 0   | Glentoran         |
| 7  | TV | Fiston Abdul Razak          | 5 tháng 9, 1993   | 49   | 19  | ENPPI             |
| 8  | TV | Stève Nzigamasabo           | 10 tháng 12, 1990 | 13   | 0   | Namungo           |
| 9  | TV | Blaise Bigirimana           | 4 tháng 11, 1998  | 3    | 0   | Namungo           |
| 10 | TV | Saidi Ntibazonkiza          | 1 tháng 5, 1987   | 22   | 11  | Vital'O           |
| 12 | TV | Cédrick Urasenga            | 2 tháng 8, 1990   | 15   | 2   | Le Messager Ngozi |
| 14 | TV | Youssouf Ndayishimiye       | 27 tháng 10, 1998 | 12   | 1   | Yeni Malatyaspor  |
|    |    |                             |                   |      |     |                   |
| 11 | TĐ | Bonfils-Caleb Bimenyimana   | 21 tháng 11, 1997 | 11   | 1   | Pohronie          |
| 17 | TĐ | Cédric Amissi               | 20 tháng 3, 1990  | 52   | 10  | Al-Taawoun        |
| 18 | TĐ | Saido Berahino (Đội trưởng) | 4 tháng 8, 1993   | 15   | 1   | Charleroi         |
| 22 | TĐ | Christophe Nduwarugira      | 22 tháng 6, 1994  | 32   | 6   | Leixões           |

### Triệu tập gần đây
Các cầu thủ được triệu tập trong vòng 12 tháng.
| Vt | Cầu thủ | Ngày sinh (tuổi) | Số trận | Bt | Câu lạc bộ | Lần cuối triệu tập |
| -- | ------- | ---------------- | ------- | -- | ---------- | ------------------ |
|    |         |                  |         |    |            |                    |
|    |         |                  |         |    |            |                    |
|    |         |                  |         |    |            |                    |